# Senftenbach
Senftenbach  ist eine Gemeinde in Oberösterreich im Bezirk Ried im Innkreis  im Innviertel mit 789 Einwohnern (Stand 1. Jänner 2025).

## Geografie
Senftenbach  liegt auf 414 m Höhe im Innviertel. Die Ausdehnung beträgt von Nord nach Süd 5 km, von West nach Ost 3,3 km. Die Gesamtfläche beträgt 9,8 km². 19,4 % der Fläche sind bewaldet, 73,5 % der Fläche sind landwirtschaftlich genutzt.
Senftenbach hat seinen Namen vom Bach, der in der Ortschaft Ursprung, 2 km oberhalb der Hofmark Berg, seinen Anfang nimmt und in sanftem Lauf durch die Talniederung fließt.

### Gemeindegliederung
Das Gemeindegebiet umfasst folgende Ortschaften (in Klammern Einwohnerzahl Stand 1. Jänner 2025):
- Berg (168)
- Bruck (198)
- Dobl (29)
- Furth (29)
- Langzaun (23)
- Ort (33)
- Reisedt (27)
- Sankt Ulrich (230)
- Stockham (11)
- Weindorf (33)
- Wolfau (8)

Die Gemeinde Senftenbach besteht aus den zwei Katastralgemeinden Furth und Berg.
Die Gemeinde liegt im Gerichtsbezirk Ried im Innkreis.

### Nachbargemeinden
|          | Mörschwang | St. Martin im Innkreis |
| Weilbach | Kompass    | Aurolzmünster          |
|          | Eitzing    |                        |

## Geschichte
Der Name Senftenbach (Sempthinbach) wird das erste Mal in einer Urkunde aus dem Jahre 1035 erwähnt in Verbindung mit dem Bischof von Passau.
Der Ort war bis 1779 bayrisch und kam nach dem Frieden von Teschen mit dem Innviertel (damals 'Innbaiern') zu Österreich. Während der Napoleonischen Kriege wieder kurz bayerisch, gehört er seit 1814 endgültig zu Oberösterreich.
Nach dem Anschluss Österreichs an das Deutsche Reich am 13. März 1938 gehörte der Ort zum Gau Oberdonau. Nach 1945 erfolgte die Wiederherstellung Oberösterreichs.

### Einwohnerentwicklung
1991 hatte die Gemeinde 655 Einwohner, 2001 dann 698 Einwohner. Die starke Zunahme erfolgte, da sowohl Geburtenbilanz als auch Wanderungsbilanz positiv waren. Da dies auch nach 2001 so blieb, nahm die Bevölkerungszahl auf 738 Personen im Jahr 2011 und 772 im Jahr 2018 zu.

## Kultur und Sehenswürdigkeiten

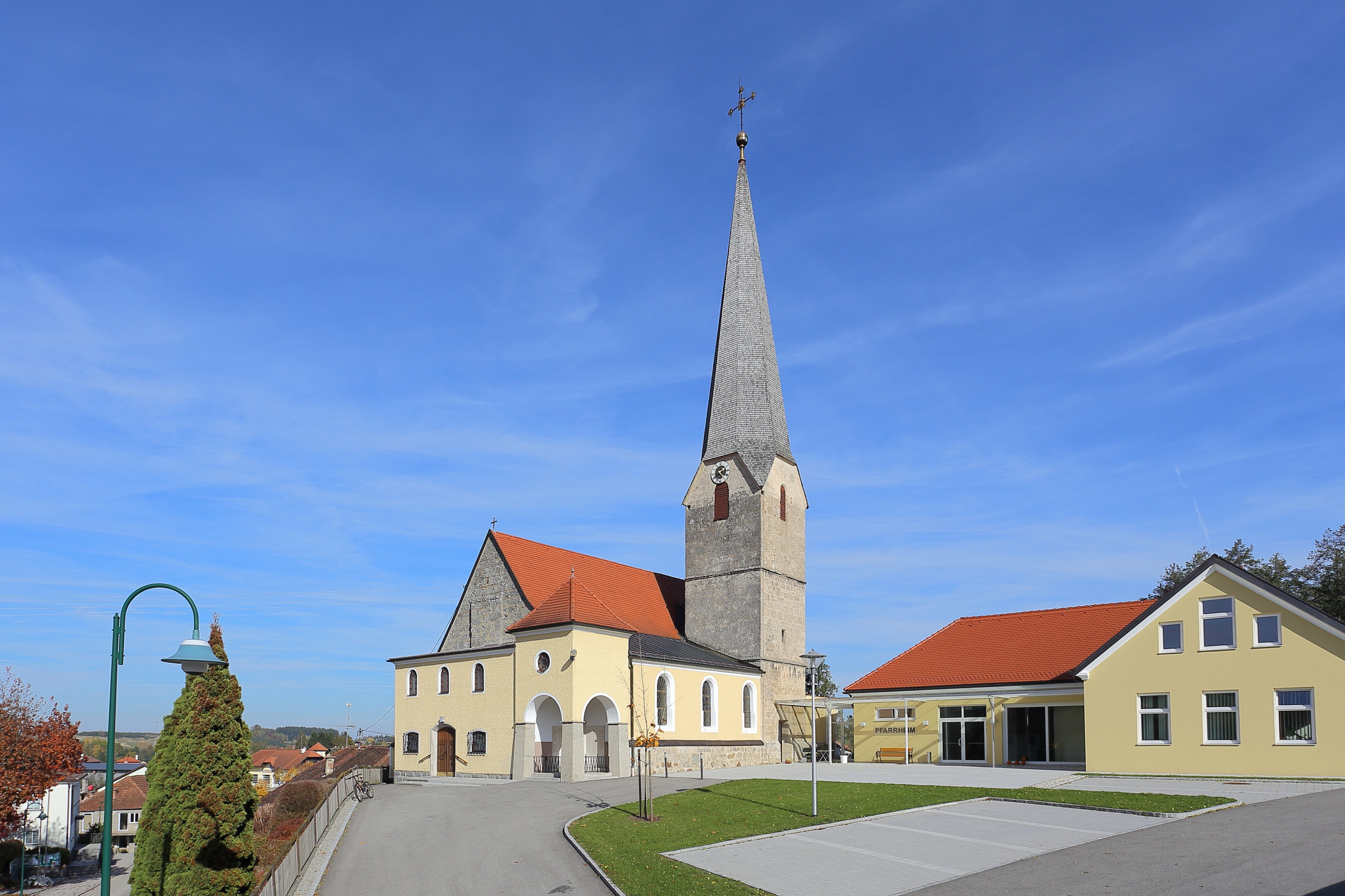
Pfarrkirche Senftenbach mit Pfarrhof

- Katholische Pfarrkirche Senftenbach: Die spätgotische Kirche mit einem einschiffigen, dreijochigen Langhaus, einem leicht eingezogenen einjochigen Chor und einem Turm im südlichen Chorwinkel. Ende des 19. Jahrhunderts wurde südseitig ein dreijochiges Seitenschiff angebaut. Die Einrichtung (Hoch- und Seitenaltäre) ist neugotisch.[5]

## Wirtschaft und Infrastruktur
Seit 1889 wird in einer Ziegelei Lehm verarbeitet. Das „Thonwerk Senftenbach“ produzierte Dachziegel und hat sich seit 1952 auf Mauerziegel spezialisiert. Heute bietet das Unternehmen Senftenbacher ein umfangreiches Sortiment.

### Vereine
- Freiwillige Feuerwehr Senftenbach
- Goldhaubengruppe Senftenbach
- Jägerschaft Senftenbach
- Kinderfreunde Senftenbach
- Kindervolkstanzgruppe Senftenbach/Wippenham/Utzenaich
- Musikverein Senftenbach
- Seniorenbund OÖ – Ortsgruppe Senftenbach
- Union Senftenbach mit dem sehr aktiven Fußballverein und der Sektion Fit

## Politik
Der Gemeinderat hat 13 Mitglieder.

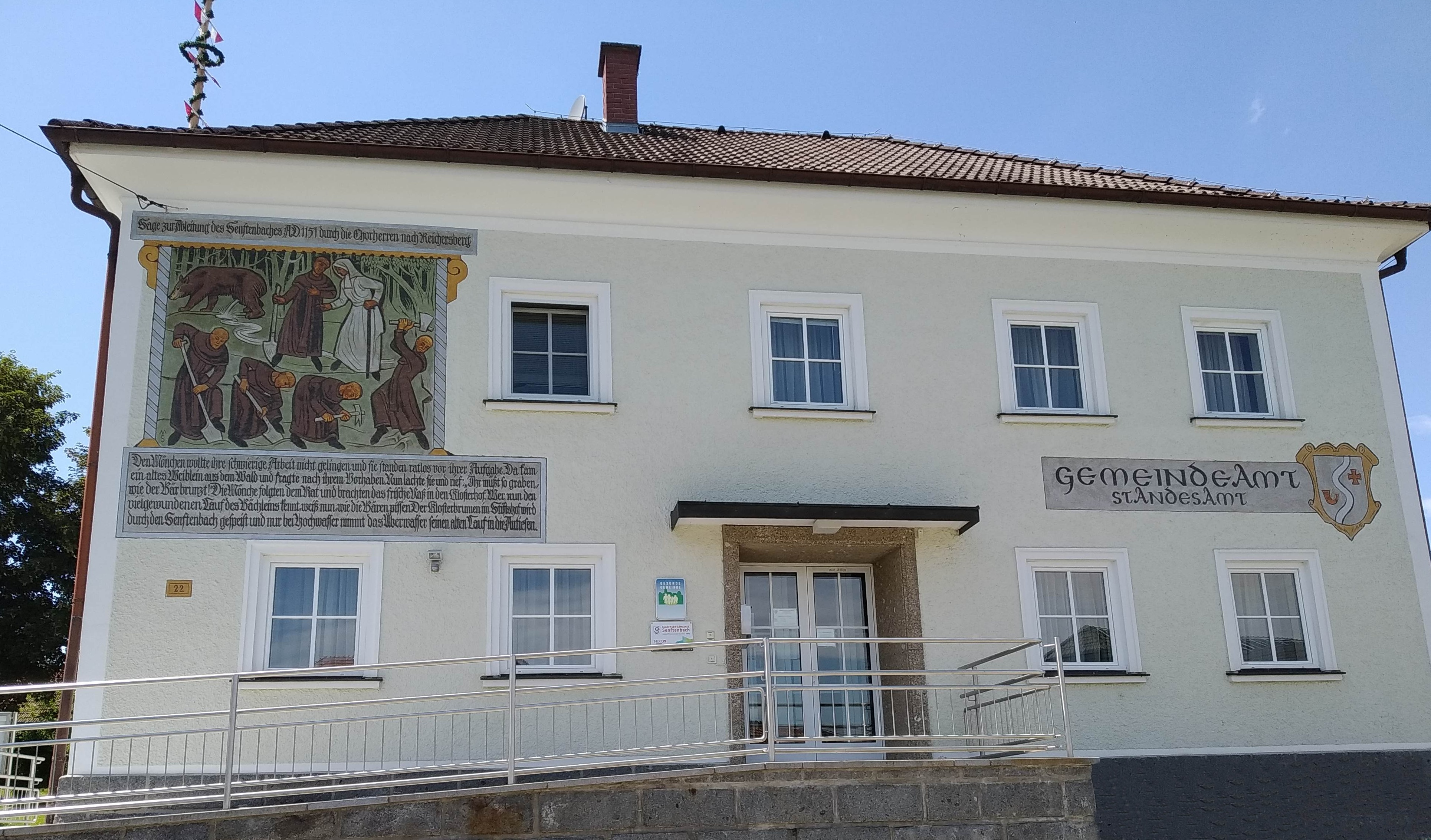
Gemeindeamt

- Mit den Gemeinderats- und Bürgermeisterwahlen in Oberösterreich 2003 hatte der Gemeinderat folgende Verteilung: 8 ÖVP, 3 SPÖ, und 2 FPÖ.
- Mit den Gemeinderats- und Bürgermeisterwahlen in Oberösterreich 2009 hatte der Gemeinderat folgende Verteilung: 7 ÖVP, 3 SPÖ, und 3 FPÖ.
- Mit den Gemeinderats- und Bürgermeisterwahlen in Oberösterreich 2015 hatte der Gemeinderat folgende Verteilung: 6 ÖVP, 4 FPÖ, und 3 SPÖ.
- Mit den Gemeinderats- und Bürgermeisterwahlen in Oberösterreich 2021 hat der Gemeinderat folgende Verteilung: 7 ÖVP, 4 FPÖ, und 2 SPÖ.[6][7]

### Bürgermeister
Bürgermeister seit 1850 waren:
- 1850–1858 Andreas Mayer
- 1858–1861 Josef Strasser
- 1861–1864 Peter Puttinger
- 1864–1867 Josef Holzinger
- 1867–1870 Johann Frixeder
- 1870–1873 Johann Rachbauer
- 1873–1875 Johann Kirchsteiger
- 1875–1876 Felix Kammerer
- 1876–1885 August Schnallinger
- 1885–1894 Josef Köpplinger
- 1894–1897 Peter Schaurecker
- 1897–1900 Andreas Dötzhofer
- 1900–1903 Felix Frixeder
- 1903–1906 Josef Strasser
- 1906–1909 Felix Frixeder
- 1909–1911 Matthias Wimmer
- 1911–1912 Josef Schaurecker
- 1912–1919 Josef Greil
- 1919–1924 Johann Frixeder
- 1924–1938 Josef Schnallinger
- 1938–1942 Josef Berneder
- 1942–1945 Johann Schrattenecker
- 1945–1947 Karl Frixeder
- 1947–1949 Johann Sternbauer
- 1949–1955 Josef Reitsberger
- 1955–1961 Johann Gurtner
- 1961–1967 Johann Frixeder
- 1967–1976 Johann Gallhammer
- 1976–1987 Ernst Puttinger
- 1987–1997 Franz Wagenleitner
- 1997–2003 Johann Frixeder
- 2003–2015 Georg Schrattenecker (ÖVP)
- 2015–2021 Johann Leherbauer (ÖVP)
- seit 2021 Angela Helm (ÖVP)

### Wappen
Blasonierung: In Silber ein blauer, S-förmiger Stab, begleitet jeweils in der Krümmung rechts unten von einem roten Hifthorn mit nach rechts gekehrter Mündung und rotem Band und links oben von einem roten, geradarmigen Tatzenkreuz. Die Gemeindefarben sind  Rot-Gelb-Blau.
Die S-förmige Linie soll den Bach als Teil des Namens sowie den Anfangsbuchstaben der Gemeinde symbolisieren. Das Hifthorn steht für das Jagdhaus in Furth, das älteste Gebäude in der Gemeinde, das Kreuz verweist auf das Patrozinium der Kreuzerhöhung.